# Йован Ананиев
Йован Ананиев (на македонска литературна норма: Јован Ананиев) е археолог от Република Македония, работил в Струмишко.

## Биография
Роден е на 29 август 1947 година в пробищипското село Ратавица, тогава във Федеративна народна република Югославия. Работи в Института за защита на паметниците на културата и музей в Струмица. Ананиев ръководи системните разкопки и консервационни дейности на римските терми в Банско в 1978 - 2003 година, както и на разкопките на големия некропол на Водочкия манастир в 1979 - 2003 година. Автор е на двадесетина труда от областта на късноантичната и средновековната археология, сфрагистиката и нумизматиката.
Умира в Струмица на 17 май 2003 година.